# السيد تشيرش
السيد تشيرش (بالإنجليزية: Mr. Church)‏ هو فيلم دراما أمريكي تم انتاجة عام 2016 من أخراج بروس بيريسفورد وبطولة النجم إيدي ميرفي وبريت روبرتسون، جافير صمويل، لوسي فري، كريستيان مادسن، ناتاشا مسيلهونى. عرض ولأول مرة في مهرجان تريبيكا السينمائي 22 أبريل 2016 وتم عرضه جماهيريا في الولايات المتحدة الأمريكية 16 سبتمبر 2016.

## القصة
تدور أحداث الفيلم عن علاقة صداقة فريدة من نوعاها، والتي تنشأ عندما تستعين فتاة صغيرة وأمها المحتضرة بخدمات طباخ موهوب يُدعى (هنري جوزيف تشيرش)، وبهذه الصداقة تمتد الفترة التي من المفترض أن يقضيها معهما من ستة أشهر إلى خمسة عشر عامًا، لتتوطد بينهم رابطة عائلية تدوم إلى الأبد.

## الممثلون والشخصيات
- إيدي ميرفي بدور هنري تشيرش
- بريت روبرتسون بدور شارلوت
- جافير صمويل بدور أوين
- لوسي فري بدور بوبي
- كريستيان مادسن بدور لارسون
- ناتاشا ماكليهون بدور ماري
- مكينا جرايس بدور إيزي
- توم باري بدور فرانكي تويجز

## وصلات خارجية
- السيد تشيرش علي قاعدة بيانات الأفلام على الإنترنت.
- السيد تشيرش على موقع IMDb (الإنجليزية)
- السيد تشيرش على موقع ميتاكريتيك (الإنجليزية)
- السيد تشيرش على موقع روتن توميتوز (الإنجليزية)
- السيد تشيرش على موقع قاعدة بيانات الأفلام العربية
- السيد تشيرش على موقع ألو سيني (الفرنسية)
- السيد تشيرش على موقع أول موفي (الإنجليزية)
- السيد تشيرش على موقع بوكس أوفيس موجو (الإنجليزية)
- السيد تشيرش على موقع فيلمافينيتي (الإسبانية)
- السيد تشيرش على موقع قاعدة بيانات الفيلم (الإنجليزية)
- السيد تشيرش على موقع ليتربوكسد (الإنجليزية)
- السيد تشيرش علي موقع سينما دوت كوم.